# Marian Kustra
Marian Jan Kustra (ur. 3 maja 1946 we Włocławku) – polski poeta, prozaik i eseista, organizator życia literackiego na Kujawach, działacz społeczny w dziedzinie resocjalizacji przez kulturę i sztukę.

## Życiorys
W 1996 roku wydał tomik poetycki Szaleju się najadłem. Kolejny zbiór wierszy Sprzedawca zegarów, który ukazał się na rynku w 1999 roku, doczekał się recenzji w czasopismach literackich „Akant” i „Metafora”. W 2009 roku wydał powstały 6 lat wcześniej poemat Zwariowane kręgi. W 2010 roku wyjechał do Stanów Zjednoczonych, do Milwaukee i Chicago, zbierając materiały do biografii emigracyjnego historyka Mariana Kamila Dziewanowskiego. W 2011 roku został członkiem Związku Literatów Polskich, a w 2012 Stowarzyszenia Autorów Polskich.
Marian Kustra od lat 90. XX wieku organizował życie literackie na Kujawach, powołując we Włocławku Klub Literacki „Wolne Pióro”, przekształcony następnie w Stowarzyszenie Pisarzy Kujaw oraz Ziemi Dobrzyńskiej, którego przez kilka lat był sekretarzem. Współzałożyciel i redaktor naczelny pierwszego we Włocławku pisma artystyczno-literackiego „Awers”. W roku 1998 został pierwszym prezesem Ogólnopolskiego Stowarzyszenia Literatów z siedzibą we Włocławku. W roku 2004 wraz z Jarosławem Wojciechowskim utworzył formację literacką "toMy".
Marian Kustra przez wiele lat był jurorem konkursów literackich, organizowanych tak we własnym mieście, jak i poza nim. Współpracował z Więzięnną Grupą Poetycką "Bartnicka 10" w ramach działań związanych z resocjalizacją przez kulturę i sztukę. Od 2009 roku przewodniczy Ogólnopolskiemu Konkursowi Poezji Więziennej „Drugi Brzeg”. Zasiadał również w składzie jury Międzyszkolnego Konkursu Poetyckiego im. Leona Stankiewicza.

### Publikacje
Poezja
1. Szaleju się najadłem, Włocławek: Włocławskie Wydawnictwo Diecezjalne, 1996
2. Sprzedawca zegarów, Włocławek: Ogólnopolskie Stowarzyszenie Literatów, 1999
3. Zwariowane kręgi, Stalowa Wola: Stowarzyszenie „Witryna”, 2009; wydanie wznowione i poprawione, Włocławek: Kujawsko-Pomorski Związek Literatów, 2014 (wydanie elektroniczne: E-bookowo.pl, 2012)
4. Rekolekcje Pana K., Maków Mazowiecki: P.P.U.H. TAŃSCY. COM., 2010 (wydanie elektroniczne: E-bookowo.pl, 2012)
5. Poezyje, Włocławek: Kujawsko-Pomorski Związek Literatów, 2014 (wydanie elektroniczne: E-bookowo. pl, 2012)
6. Zwariowane kręgi, Wydawnictwo: E-bookowo wydawnictwo internetowe 2013
7. Rekolekcje Pana K..., Wydawnictwo: E-bookowo wydawnictwo internetowe 2013
8. Poezyje, Wydawnictwo: E-bookowo wydawnictwo internetowe 2013
9. Wiersze i Poematy, Warszawa: Sowa â druk na życzenie, 2014
10. Maska – moja twarz, Włocławek: Kujawsko-Pomorski Związek Literatów, 2014
11. Wiersze i Poematy, Wydawnictwo: Kraków: Miniatura, 2015 Wydanie wznowione, twarda okładka
12. Poemat Więzy, 2016
13. Samotna wyspa poemat, Wydawnictwo: Kraków, 2016

Powieść (współautorstwo)
1. Łzy, Włocławek: 2010